# Fabrizio Tescari
Fabrizio Tescari (ur. 6 kwietnia 1969 w Asiago) – włoski narciarz alpejski. Startował w slalomie na igrzyskach w Lillehammer i igrzyskach w Nagano, ale nie ukończył zawodów. Najlepszym wynikiem Tescariego na mistrzostwach świata było 11. miejsce w slalomie podczas mistrzostw w Sierra Nevada w 1996 r. Najlepsze wyniki w Pucharze Świata osiągnął w sezonie 1998/1999, kiedy to zajął 37. miejsce w klasyfikacji generalnej.

## Sukcesy

### Puchar Świata

#### Miejsca w klasyfikacji generalnej
- 1991/1992 – 77.
- 1992/1993 – 65.
- 1993/1994 – 87.
- 1994/1995 – 116.
- 1995/1996 – 54.
- 1996/1997 – 59.
- 1997/1998 – 45.
- 1998/1999 – 37.
- 1999/2000 – 86.
- 2000/2001 – 114.

#### Miejsca na podium
1. Sestriere – 29 listopada 1992 (slalom) – 1. miejsce